# JXエンジニアリング
JXエンジニアリング株式会社（ジェイエックスエンジニアリング）は、かつて存在した神奈川県横浜市中区に本社を置くJXTGグループ（現・ENEOSグループ）のプラントエンジニアリング企業である。

## 概要
石油精製・石油化学プラント、タンク、非鉄金属、新エネルギーを事業分野とし、各種建設工事・保全工事の設計、施工、施工監理および受託業務等を行っている。
1967年（昭和42年）創業。日本石油・三菱石油・日本鉱業および鹿島石油の工務部門や、甲陽建設工業、JOMOエンタープライズの各社を前身とする。

## 事業内容
石油・石油化学
JXTGエネルギー（現・ENEOS）とそのグループ会社、およびグループ外の製油所・製造所でのエンジニアリング業務
- プラント新設・改造工事
- 熱交換器診断技術
- 石油タンク用断熱材
- CAE
- 触媒交換技術

タンク
総合タンクメーカーとしてのエネルギーや資源の貯蔵システムの設計・建設・補修
- タンク新設・更新
- タンク補修・メンテナンス
- タンク研究開発
- タンク診断技術

非鉄金属
JX金属など金属メーカーのプラント・設備・機器の新設、補修およびメンテナンス
- 非鉄金属プラント・設備の製造・納入
- 環境関連プラント・設備の製造・納入
- 縦型銅めっき装置
- PCB含有機器洗浄装置

新エネルギー
- 太陽光発電システム
- 電気式床暖房
- 油吸着材

## 沿革

### 旧日陽エンジニアリング株式会社
- 1967年（昭和42年）- 日本鉱業の工務部門の一部が分社し、日鉱エンジニアリングが発足。
- 2001年（平成13年）- 甲陽建設工業、JOMOエンタープライズのエンジニアリング部門と統合し日陽エンジニアリングが発足。
- 2003年（平成15年）- 鹿島石油のエンジニアリング子会社である鹿島エンジニアリングを合併。これに伴い鹿島エンジニアリングの触媒交換事業は鹿島テック株式会社へと分割移管され、鹿島テックは鹿島エンジニアリングに社名変更。
- 2010年（平成22年）- 新日鉱ホールディングスの完全子会社となる。

### 株式会社NIPPO エネルギー事業本部
- 1970年（昭和45年）- 三菱石油の工務部門が分社し、三菱重工業及び千代田化工建設により三菱石油エンジニアリングが発足。
- 1982年（昭和57年）- 日本石油の工務部門が分社し、日石エンジニアリングが発足。
- 1999年（平成11年）- 日本石油と三菱石油が合併し、日石三菱（後の新日本石油）が発足。これに伴い新日石エンジニアリングが発足。
- 2003年（平成15年）- NIPPOコーポレーションと統合し、同社のエネルギー事業本部となる。
- 2011年（平成23年）- JOMOエンタープライズの建設部門と統合。

### JXエンジニアリング株式会社
- 2010年（平成22年）- 新日本石油、新日本石油精製、ジャパンエナジーが合併し、JXホールディングス （現・ENEOSホールディングス）が発足。
- 2012年（平成24年）- 日陽エンジニアリングとNIPPOのエネルギー事業本部が統合し、JXエンジニアリングが発足[2]。
- 2016年（平成28年）- JXエネルギーと東燃ゼネラル石油との合併により、JXグループはJXTGグループとなる。
- 2019年（令和元年）- 新興プランテックに吸収合併される[3][4]。統合後の社名はレイズネクスト （英文表記:RAIZNEXT Corporation）。[5]

## 事業所
- 本社
  - 神奈川県横浜市中区桜木町1丁目1番地8（日石横浜ビル）
- 支店
  - 水島支店 - 岡山県倉敷市潮通2-1（JXTGエネルギー水島製油所内）
  - 鹿島支店 - 茨城県神栖市東和田4（鹿島石油鹿島製油所内）
- SS事業所
  - 北海道SS事業所 - 北海道札幌市中央区北4条西5-1 アスティ45ビル
  - 東北SS事業所 - 宮城県仙台市青葉区花京院1-1-20
  - 関東第1SS事業所 - 東京都中央区日本橋1-3-13 東京建物日本橋ビル11階
  - 関東第2SS事業所 - 東京都中央区日本橋1-3-13 東京建物日本橋ビル9階
  - 関東第3SS事業所 - 東京都港区港南1-8-15 Wビル
  - 東京SS事業所 - 東京都中央区日本橋1-3-13 東京建物日本橋ビル10階
  - 中部SS事業所 - 愛知県名古屋市中村区名駅4-7-1 ミッドランドスクエア14F
  - 大阪第1SS事業所・大阪第2SS事業所 - 大阪府大阪市北区梅田3-3-10 梅田ダイビル7階
  - 中国SS事業所 - 広島県広島市南区的場町1-2-19 アーバス広島
  - 九州SS事業所 - 福岡県福岡市博多区上川端町12-20
- 事業所・製作所
  - 室蘭事業所 - 北海道室蘭市幌萌町165-1（JXTGエネルギー室蘭製造所内）
  - 秋田事業所 - 秋田県男鹿市船川港船川字芦沢162-1
  - 仙台事業所 - 宮城県仙台市宮城野区港5-1-1
  - 茨城事業所 - 茨城県日立市宮田町1-1-33
  - 千葉事業所 - 千葉県市原市千種1-16-12
  - 根岸事業所 - 神奈川県横浜市中区千鳥町7（JXTGエネルギー根岸製油所内）
  - 富山事業所 - 富山県富山市四方北窪字前島平均500 （日本海石油内）
  - 福井事業所 - 福井県坂井市三国町黒目第22号50番地15
  - 知多事業所 - 愛知県知多市北浜町25（JXTGエネルギー知多製造所内）
  - 大阪事業所 - 大阪府高石市高砂2-1（大阪国際石油精製大阪製油所内）
  - 日比事業所 - 岡山県玉野市日比6-1-1
  - 大分事業所 - 大分県大分市大字一の洲1-1（JXTGエネルギー大分製油所内）
  - 佐賀関事業所 - 大分県大分市大字佐賀関3-3382（パンパシフィック・カッパー佐賀関製錬所内）
  - 志布志事業所 - 鹿児島県肝属郡東串良町川東字新洲崎5024-1（志布志石油備蓄志布志事業所内）
  - 沖縄事業所 - 沖縄県中頭郡北中城村熱田2019